# 近藤麻智子
近藤 麻智子（こんどう まちこ、1980年5月24日 - ）は、ニチエンプロダクション所属のフリーアナウンサー。

## 人物
- 新潟県長岡市出身。
- 血液型:AB型。
- 長岡市立宮内中学校、新潟県立長岡高等学校、早稲田大学人間科学部スポーツ科学科（現・スポーツ科学部）卒業。
- 大学卒業後、2003年4月 - 2009年3月は札幌テレビ放送（STV）で、その後2009年4月 - 2011年3月は地元である新潟総合テレビ（NST）のアナウンサーをそれぞれ務めていた。
- 兄はシンガーソングライター&ボーカリストの近藤陽一郎[1]。
- 趣味・特技:犬ぞり、バスケ、テニス、スノーボード、スキューバダイビング、ドライブしながら音楽を聴くこと。
- 資格:中学校・高校の体育教師の免許、 PADIスキューバダイビング・ライセンス。
- NST時代の2010年3月には、『FNSアナウンス大賞』の生中継企画で敢闘賞を受賞している。
- 2011年3月31日をもってNSTを退職し、その翌日からフリーとなり、同年7月から東京を拠点に活躍。現在は、日本テレビ系列の事務所・ニチエンプロダクションに所属している。
- 2012年1月21日、ブログにて「結婚式と披露宴を行いました」と公表した。
- 2016年10月10日、第1子である男児を出産した[2]。

## 来歴
- 体を動かすことが大好きだという。ちなみに、中学時代はバスケットボール部、高校時代はテニス部所属だった。特にテニス部では、同部の主将を務め、インターハイにも出場した[3]。
- STV時代には地上デジタル放送推進大使を務めた。
- NST時代は初め、ニュース・キャスターだけでなく、スポーツ情報キャスター、同レポーターもつとめていたが、同局2年目は『NSTスーパーニュース』の1人だけのローカルメインキャスターとして活躍、視聴者やNSTの番組審議会からは高く評価されていた[4]。

## 担当番組

### STV時代
- テレビ
  - ズームイン!!SUPER
  - なまおん
  - What's New?+Cute
  - どさんこワイド180（2006年10月 - 2009年3月）

- ラジオ
  - 福永俊介のスーパーランキング
  - スーパーヒットチャートなまらん
  - 近藤麻智子のアタックヤング

### NST時代
- NSTスーパーニュース[5]
- TVウォッチング
- FNNスピーク
- アルビスタジアムNST

### フリー転向以後
- 辛坊・宮根のワケあり!?ジャパン（読売テレビ） - パネリスト（2011年11月20日・11月27日）
- 世界まる見え!テレビ特捜部（日本テレビ） - リポーター（2012年2月6日）
- TOKYO MX NEWS（TOKYO MX） - 土曜日担当キャスター（2012年10月 - 2013年3月） / 平日夕方及び夜間担当（2013年4月 - 2015年3月）

## 札幌テレビ放送同期入社
- 相本幸子（STV退職後は、日本テレビの報道記者を経て、現在はショップチャンネルのキャスト。）
- 岡本博憲